# Douglas A-1 Skyraider
Chiếc Douglas A-1 (trước đây là AD) Skyraider (Kẻ cướp trời) là một máy bay ném bom cường kích một chỗ ngồi của Hoa Kỳ trong những năm 1950, 1960 và đầu những năm 1970. Một chiếc máy bay động cơ piston cánh quạt lạc loài trong thời đại phản lực, Skyraider có một khoảng thời gian phục vụ dài và thành công kéo dài đến tận thời đại không gian, là nguồn cảm hứng cho việc thiết kế các kiểu máy bay cường kích phản lực thế hệ mới có cánh thẳng và bay chậm hiện vẫn còn đang phục vụ trên tuyến đầu.
Nó được mang hàng loạt các tên lóng khác nhau: "Spad" (vì giống những kiểu máy bay trong Thế Chiến I), "Able Dog", "Destroyer," "Hobo", "Firefly", "Zorro", "The Big Gun," "Old Faithful," "Old Miscellaneous," "Fat Face" (AD-5/A-1E, hai chỗ ngồi cạnh nhau), "Guppy" (AD-5W), "Q-Bird" (AD-1Q/AD-5Q), "Flying Dumptruck" (A-1E), "Sandy" (hộ tống máy bay trực thăng tìm kiếm và giải cứu) và "Trâu Điên" (Nam Việt Nam).

## Nghiên cứu và phát triển

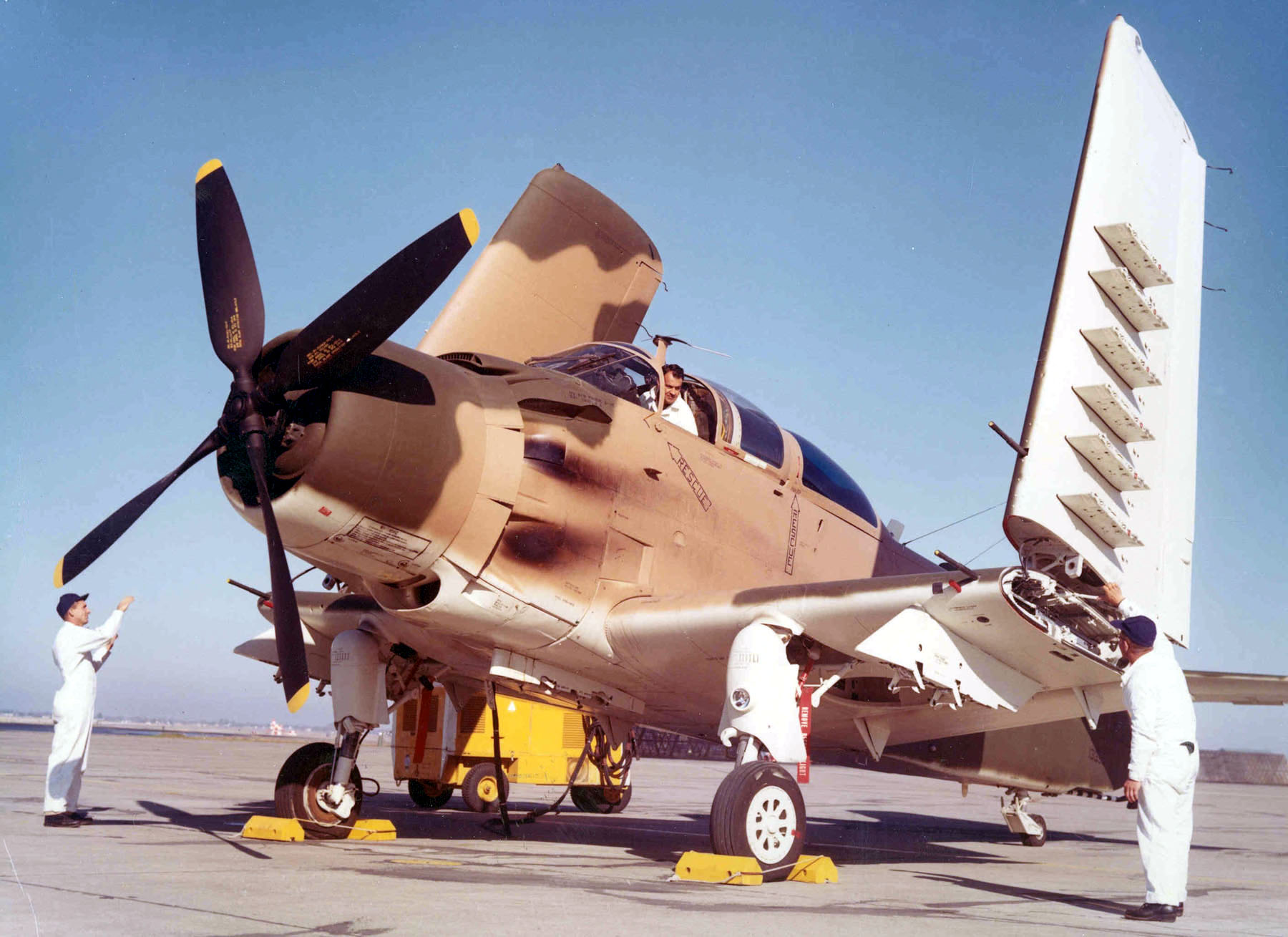
Douglas A-1E của Không quân Hoa Kỳ với cánh xếp tại Căn cứ Không quân McClellan, California, ngày 15 tháng 2 năm 1968.

Chiếc A-1 ban đầu được thiết kế nhằm đáp ứng những yêu cầu vào cuối Thế Chiến II về một kiểu máy bay ném bom bổ nhào/ném ngư lôi tầm xa một chỗ ngồi có tính năng cao hoạt động trên tàu sân bay. Được thiết kế bởi Ed Heinemann của hãng Douglas Aircraft Company, Skyraider được đặt hàng vào tháng 7 năm 1944 dưới tên gọi XBT2D-1. Đến tháng 4 năm 1945, một tháng sau chuyến bay đầu tiên ngày 18 tháng 3 năm 1945, nó được thử nghiệm đánh giá tại Trung tâm Thử nghiệm Không lực Hải quân Patuxent River (NATC). Đến tháng 12 năm 1946, sau khi được đổi tên thành AD-1, chiếc máy bay sản xuất đầu tiên được giao và trang bị cho hạm đội thuộc Phi đội VA-19A.
AD-1 được chế tạo tại nhà máy El Segundo của hãng Douglas ở Nam California. Trong quyển hồi ký The Lonely Sky, phi công thử nghiệm Bill Bridgeman mô tả công việc thường nhật nhưng đôi khi cũng nguy hiểm của việc kiểm nhận AD-1 vừa mới ra khỏi dây chuyền sản xuất (với tốc độ hai chiếc mỗi ngày) để giao cho Hải quân Hoa Kỳ trong khoảng thời gian 1949-1950.
Thiết kế cánh đơn gắn thấp bắt đầu với kiểu động cơ Wright R-3350 bố trí hình tròn, sau này được nâng cấp nhiều lần. Đặc điểm phân biệt là sự hiện diện của bảy đế gắn trên mỗi cánh. Cánh thẳng và to cho phép có độ cơ động ở tốc độ chậm thật xuất sắc, và cho phép nó mang một lượng vũ khí rất lớn với tầm bán kính chiến đấu và thời gian trên không khá so với kích thước của nó, so sánh với những chiếc phản lực cận âm hay siêu âm nặng hơn nhiều. Chiếc máy bay được tối ưu cho nhiệm vụ tấn công mặt đất, và có vỏ giáp bảo vệ các điểm trọng yếu chống lại hỏa lực từ mặt đất, không giống như những máy bay tiêm kích nhanh hơn được cải tiến để mang bom như chiếc F4U Corsair hay P-51 Mustang, vốn bị cho nghỉ hưu khỏi các lực lượng quân đội Hoa Kỳ sớm trước những năm 1960.
Chiếc máy bay cánh quạt động cơ piston Skyraider là sự tiếp nối những máy bay ném bom bổ nhào và ném ngư lôi thời Thế Chiến II như Helldiver và Avenger. Nó được thay thế trong thập niên 1960 bởi chiếc A-4 Skyhawk trong vai trò máy bay tấn công hạng nhẹ chủ lực của Hải quân. Được sử dụng tại Triều Tiên và một thời gian ngắn trên bầu trời Bắc Việt Nam, nó được dùng làm máy bay tấn công hỗ trợ mặt đất chủ lực của Không quân Mỹ và Không quân Nam Việt Nam trong Chiến tranh Việt Nam, trước khi được thay thế bởi các kiểu máy bay phản lực A-37 Dragonfly và A-7 Corsair II.

## Lịch sử hoạt động

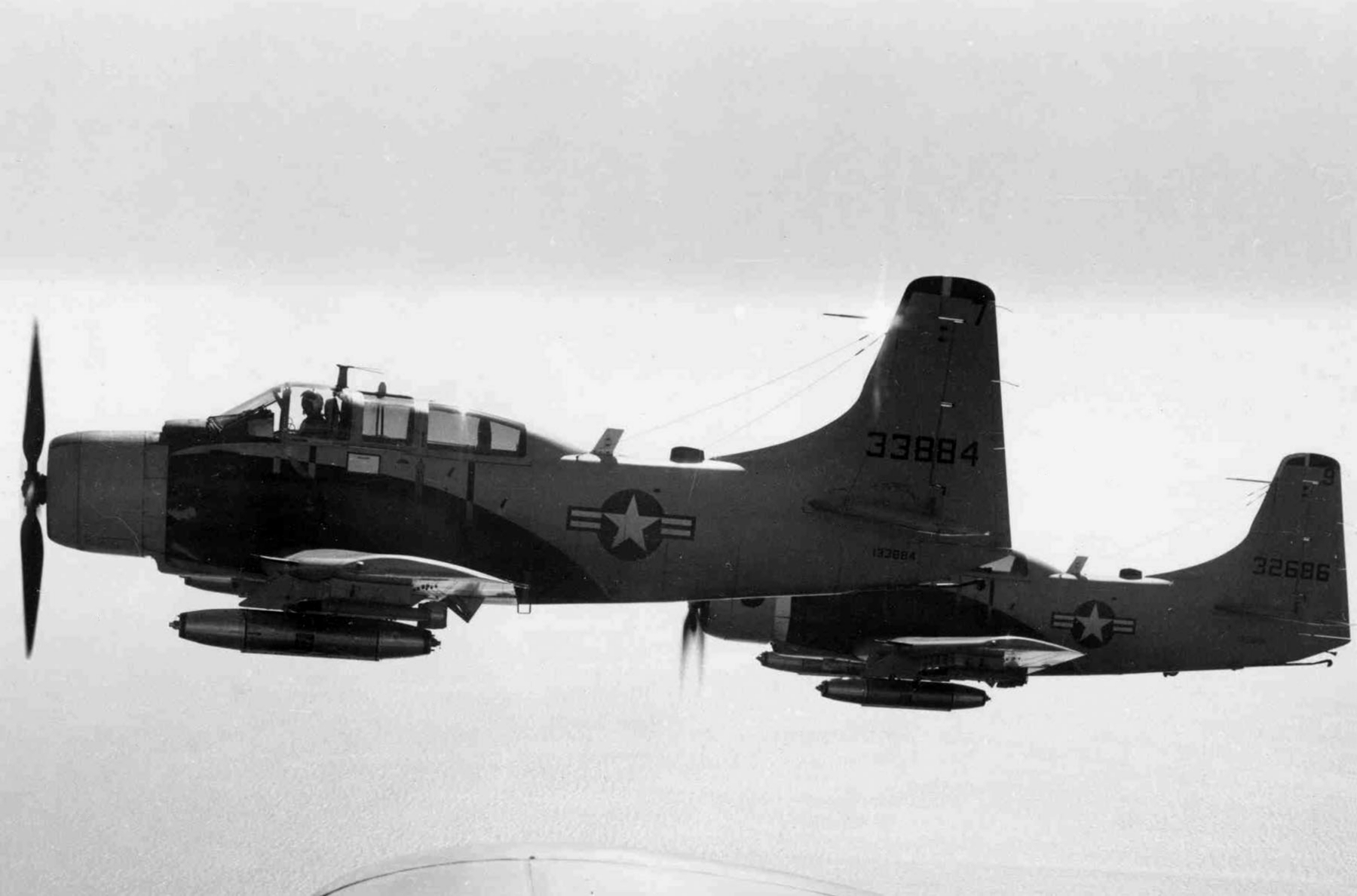
Những chiếc Douglas A-1E (số hiệu 52 - 133884 và 52 - 132686).

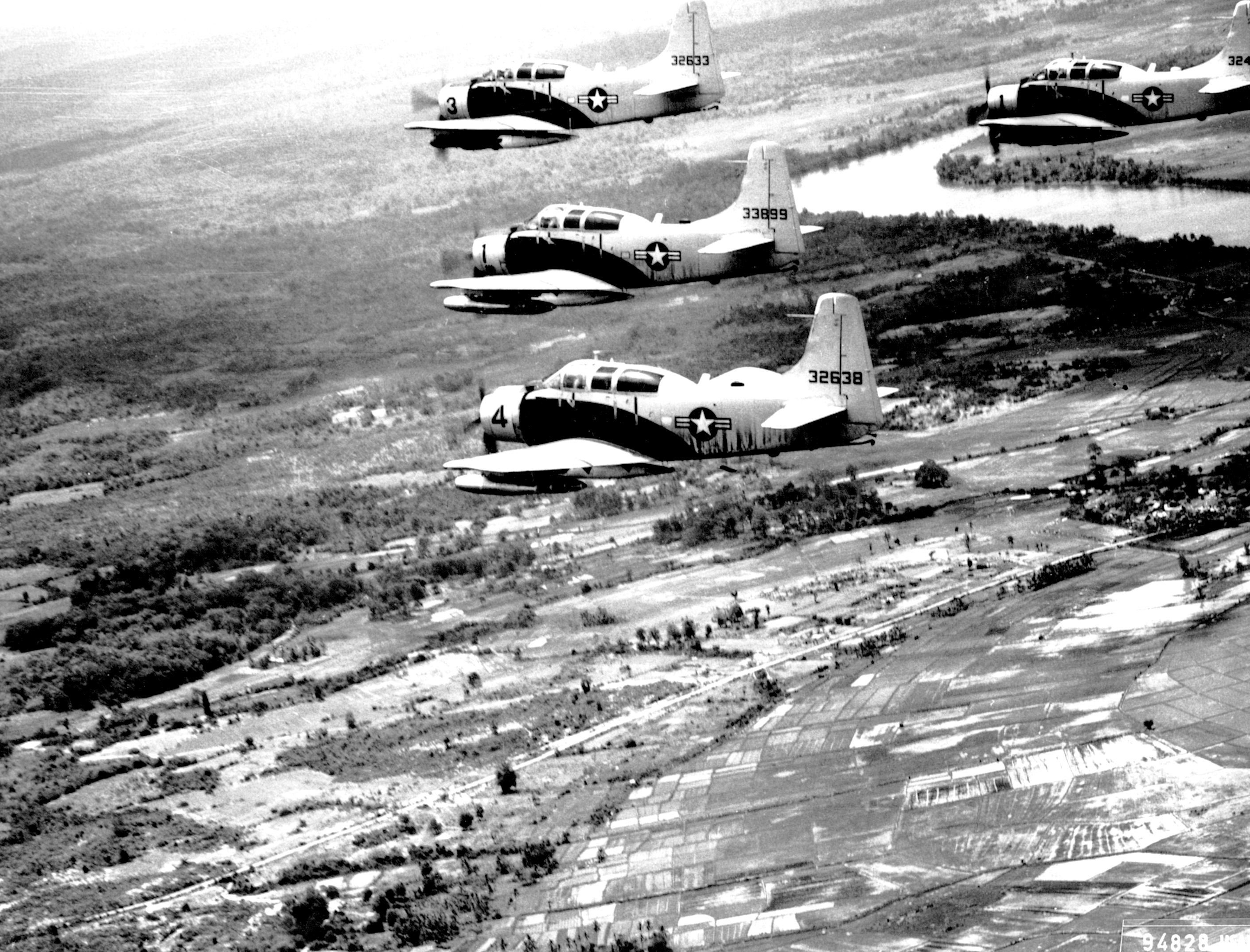
A-1E Skyraider bay trong đội hình trên bầu trời Nam Việt Nam trên đường đến mục tiêu, ngày 25 tháng 6 năm 1965. Những máy bay này thuộc Phi đoàn 34 Chiến thuật, đóng tại Biên Hòa, Nam Việt Nam.

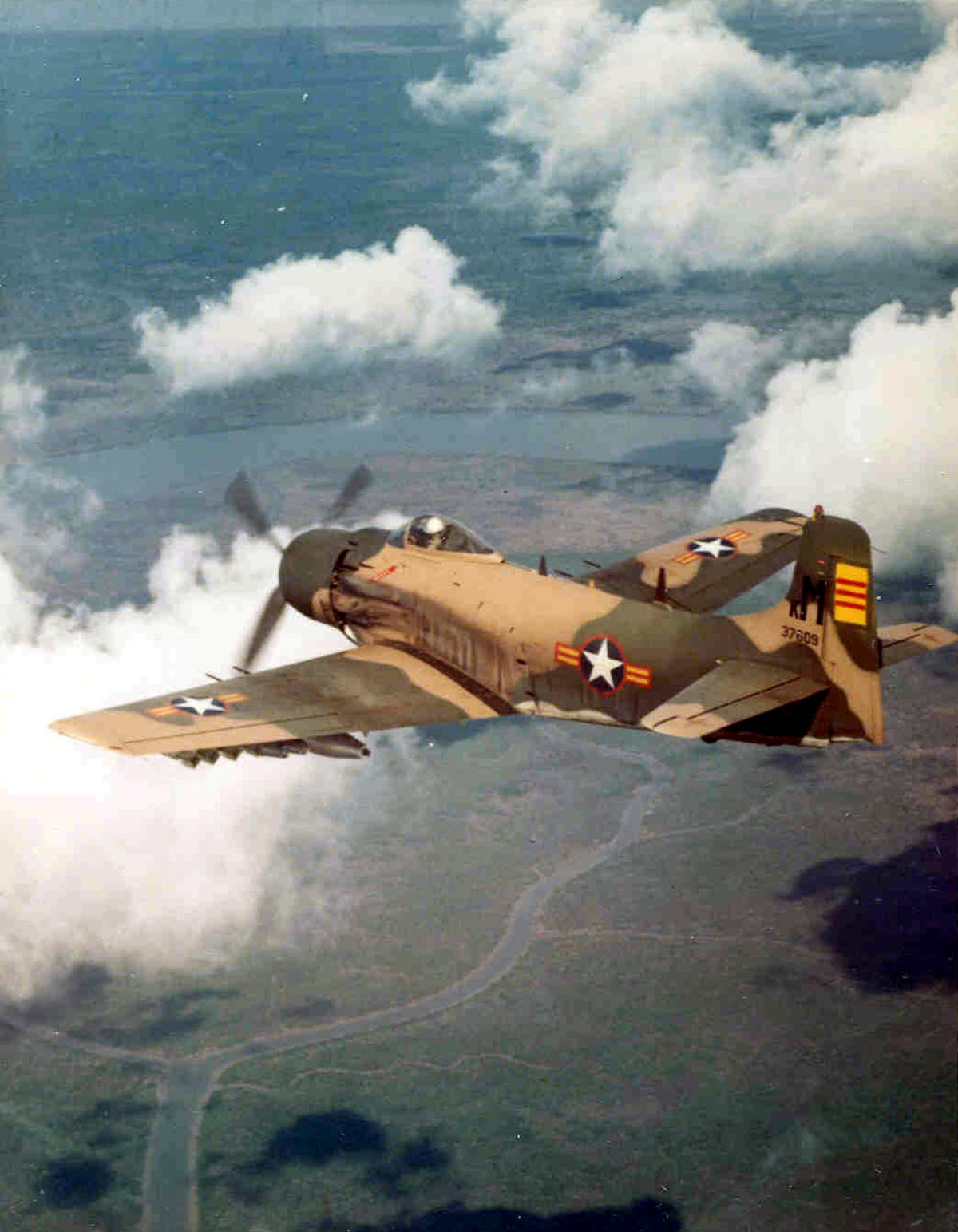
A-1H Skyraider của Không lực Việt Nam Cộng hòa năm 1966

### Chiến tranh Triều Tiên
Cho dù Skyraider được sản xuất quá trễ để tham gia Thế Chiến II, nó trở thành máy bay nòng cốt của các cuộc tấn công từ các tàu sân bay Hải quân Mỹ và của lực lượng Thủy quân Lục chiến Hoa Kỳ (USMC) trong Chiến tranh Triều Tiên, và những chiếc AD đầu tiên hoạt động cất cánh từ tàu sân bay USS Valley Forge. Tải trọng vũ khí chiến đấu và thời gian bay trên không 10 giờ của nó vượt xa mọi kiểu máy bay phản lực có được lúc đó. Vào ngày 16 tháng 6 năm 1953, một chiếc AD-4 thuộc Phi đội VMC-1 Thủy quân Lục chiến do Thiếu tá George H. Linnemeier và Thượng sĩ Vernon S. Kramer lái đã bắn rơi một chiếc máy bay cánh kép Xô Viết Polikarpov Po-2, là chiến công duy nhất của Skyraider trong cuộc chiến này. Trong Chiến tranh Triều Tiên (1950-1953), A-1 Skyraider chỉ do Hải quân và Thủy quân Lục chiến sử dụng, và thường được sơn màu xanh biển đậm. Có 101 chiếc AD Skyraider bị mất trong chiến đấu, và 27 chiếc do lỗi kỹ thuật, nâng thành tổng cộng 128 Skyraider thiệt hại trong Chiến tranh Triều Tiên.

### Chiến tranh Việt Nam
Cho dù các phi đội hoạt động trên tàu sân bay nhanh chóng chuyển sang các loại máy bay phản lực, A-1 Skyraider vẫn được sử dụng như là máy bay cường kích tầm trung tại nhiều phi đội cho đến năm 1965 khi những chiếc A-6A Intruder bắt đầu dần dần thay thế chúng. Skyraider tham gia các trận tấn công đầu tiên vào Bắc Việt Nam, nhưng chúng được thay thế sau đó bởi Intruder. Skyraider của Hải quân Mỹ bắn rơi hai chiếc máy bay tiêm kích phản lực Mikoyan-Gurevich MiG-17 do Xô-viết sản xuất, một chiếc vào ngày 21 tháng 6 năm 1966 do Đại úy Clinton B. Johnson và Trung úy Charles W. Hartman III (chiến công chung) của Phi đội VFA-25, và một chiếc nữa vào ngày 9 tháng 10 năm 1966 bởi Trung úy William T. Patton của Phi đội VA-176. Sau khi chấm dứt hoạt động trong Hải quân Mỹ, Skyraider được chuyển cho Không quân Nam Việt Nam (VNAF) và cũng được Không quân Mỹ sử dụng vào một trong những vai trò nổi bật nhất của Skyraider là hộ tống máy bay trực thăng "Sandy". Thiếu tá Không quân Hoa Kỳ Bernard F. Fisher lái một chiếc A-1E trong một phi vụ vào ngày 10 tháng 3 năm 1966 trong đó ông được tặng thưởng Huân chương Danh dự vì đã giải cứu Thiếu tá "Jump" Myers khỏi một doanh trại của Lực lượng đặc biệt Hoa Kỳ tại thung lũng A Shau. Đại tá Không quân William A. Jones, III cũng được tặng thưởng Huân chương Danh dự trong một phi vụ trên chiếc A-1H ngày 1 tháng 9 năm 1968, trong đó, cho dù máy bay bị hư hại nghiêm trọng còn bản thân bị bỏng nặng, ông đã điều khiển máy bay quay trở về căn cứ và báo cáo địa điểm rơi của một máy bay đồng đội.
Tương phản với Chiến tranh Triều Tiên một thập niên trước đó, tại Việt Nam, Không quân Hoa Kỳ bắt đầu sử dụng những chiếc A-1 Skyraider Hải quân lần đầu tiên. Khi cuộc chiến tiếp tục kéo dài, những chiếc A-1 Không quân được sơn màu ngụy trang, trong khi những chiếc A-1 Skyraider Hải quân được sơn màu xám/trắng; lại cũng không giống màu xanh dương đậm được dùng trong Chiến tranh Triều Tiên.
Không quân Mỹ bị mất tổng cộng 201 chiếc Skyraider do mọi nguyên nhân tại Đông Nam Á, và Hải quân mất thêm 65 chiếc do mọi nguyên nhân. Trong tổng số 266 chiếc A-1 bị mất, 5 chiếc bị bắn rơi bởi tên lửa đất-đối-không (SAM), 2 chiếc bị mất do không chiến trong đó có hai chiếc do MiG-17 của Không quân Bắc Việt Nam bị bắn rơi. Chiếc Mig-17 đầu tiên bị bắn rơi ngày 29 tháng 4 năm 1966, và chiếc thứ hai ngày 19 tháng 4 năm 1967; cả hai đều thuộc Phi Đội ACS-602. Chiếc A-1 Skyraider thứ ba thuộc Phi đội VA-35 bắn rơi một chiếc MiG-19 (J-6) của Trung Quốc ngày 14 tháng 2 năm 1968. Trung úy Hải quân Joseph P. Dunn đã lái chiếc A-1 Skyraider đến gần đảo Hải Nam thuộc Cộng hòa Nhân dân Trung Hoa, và bị đánh chặn. Chiếc A-1 Skyraider của Trung úy Dunn là chiếc A-1 Hải quân cuối cùng bị mất trong chiến tranh, và anh ta đã tử trận. Không lâu sau đó, các phi đội A-1 Skyraider Hải quân chuyển sang sử dụng A-4 Skyhawks.

### Algeria
Không quân Pháp (Armée de l'Air) mua lại 113 chiếc AD-4 và AD-4NA nguyên của Hải quân Mỹ vào năm 1958 để thay thế những chiếc máy bay F-47 Thunderbolt đã cũ tại Algeria. Những máy bay này được sử dụng từ tháng 12 năm 1959 cho đến khi chấm dứt Chiến tranh Algeria. Những máy bay này hoạt động trong Phi đoàn Tiêm kích (Escadre de Chasse) 20 (các phi đội EC 1/20 'Aures Nementcha', EC 2/20 'Ouarsenis' và EC 3/20 'Oranie') và với Phi đoàn Tiêm kích 21 trong vai trò hỗ trợ tấn công mặt đất sử dụng rocket, bom thường và bom cháy (napalm). Sau khi kết thúc cuộc chiến, những chiếc máy bay còn lại được chuyển cho Gabon và Tchad.

### Vai trò cảnh báo sớm trên không
Bổ sung vào vai trò tấn công mặt đất tại Triều Tiên và Việt Nam, Skyraider cũng được cải tiến thành một kiểu máy bay cảnh báo sớm trên không hoạt động trên tàu sân bay, thay thế cho chiếc Grumman TBM-3W Avenger. Nó phục vụ chức năng này trong Hải quân Hoa Kỳ và Hải quân Hoàng gia Anh cho đến khi được thay thế bởi E-1 Tracer và Fairey Gannet.

## Các phiên bản

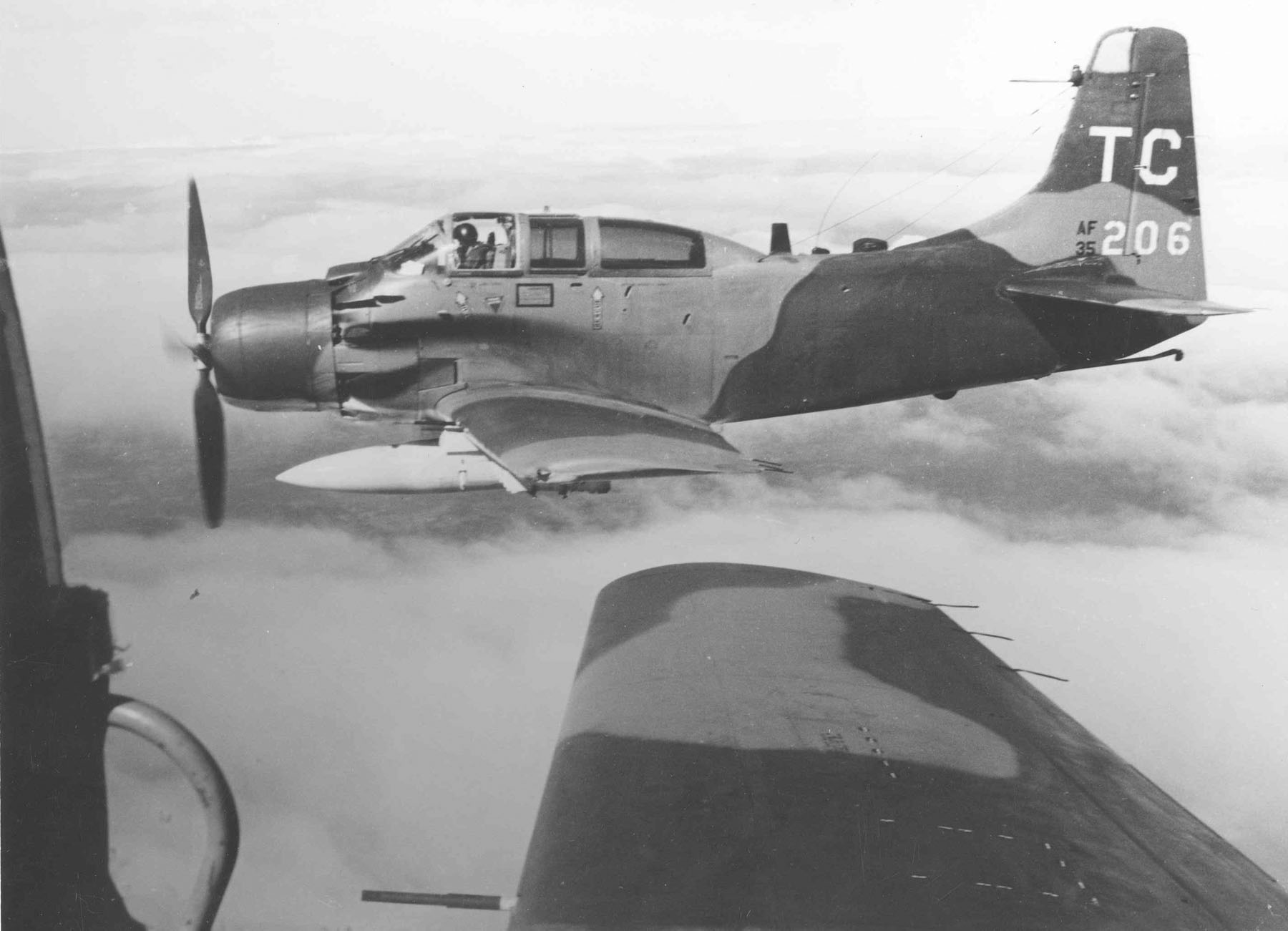
Một chiếc Douglas A-1E (AD-5W) (ký hiệu 52-135206) đang bay

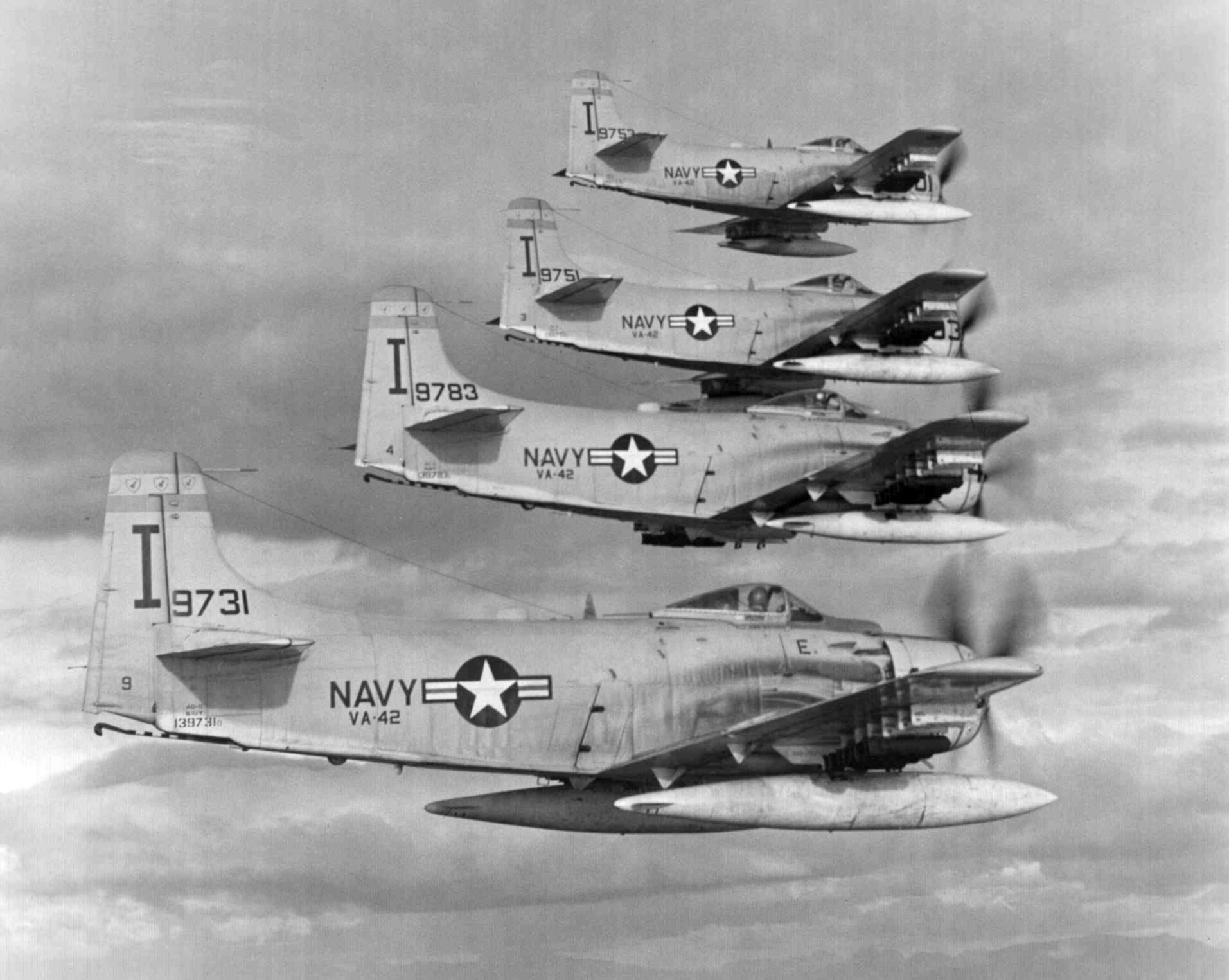
Những chiếc Douglas AD-6's (A-1H) thuộc Phi đội VA-42 bên trên Vịnh Subic.

Skyraider trải qua tổng cộng bảy phiên bản chính, bắt đầu với AD-1, rồi AD-2 và AD-3 với nhiều cải tiến nhỏ, rồi đến AD-4 trang bị động cơ R-3350-26WA mạnh mẽ hơn. Phiên bản AD-5 rộng hơn một cách đáng kể, cho phép hai thành viên đội bay ngồi cạnh nhau (nhưng không phải là phiên bản nhiều chỗ ngồi đầu tiên, kiểu AD-1Q có hai chỗ ngồi và AD-3N ba chỗ ngồi); nó cũng có cả phiên bản bốn chỗ ngồi tấn công ban đêm AD-5N. Phiên bản AD-6 là một kiểu AD-4B cải tiến với thiết bị ném bom tầm thấp được nâng cấp, và phiên bản sản xuất cuối cùng AD-7 được nâng cấp với động cơ R-3350-26WB.
Việc sản xuất chấm dứt vào năm 1957 với tổng cộng 3.180 chiếc được chế tạo. Tuy nhiên, vào năm 1962, những chiếc Skyraider còn lại được đặt tên lại từ A-1D đến A-1J và sau đó được sử dụng bởi cả Không quân và Hải quân Hoa Kỳ trong Chiến tranh Việt Nam.
- XBT2D-1: Chiếc nguyên mẫu một chỗ ngồi ném bom bổ nhào và ném bom-ngư lôi dành cho hải quân.
- XBT2D-1N: Chiếc nguyên mẫu tấn công ban đêm ba chỗ ngồi. Chỉ có ba chiếc được chế tạo.
- XBT2D-1P: Chiếc nguyên mẫu trinh sát hình ảnh. Chỉ có một chiếc được chế tạo.
- XBT2D-1Q: Chiếc nguyên mẫu phản công điện tử hai chỗ ngồi. Chỉ có một chiếc được chế tạo.
- BT2D-2 (XAD-2): Chiếc nguyên mẫu tấn công mặt đất được nâng cấp. Chỉ có một chiếc được chế tạo.
- AD-1: Kiểu sản xuất hàng loạt đầu tiên. 242 chiếc được chế tạo.
- AD-1Q: Phiên bản phản công điện tử hai chỗ ngồi của AD-1. 35 chiếc được chế tạo.
- AD-1U: Kiểu AD-1 với radar phản công điện tử và thiết bị kéo mục tiêu giả, không trang bị vũ khí và động cơ không phun nước.
- XAD-1W: Chiếc nguyên mẫu cảnh báo sớm trên không ba chỗ ngồi, là nguyên mẫu của kiểu AD-3W. Chỉ có một chiếc được chế tạo.
- AD-2: Kiểu cải tiến, trang bị động cơ Wright R-3350-26W 2.700 mã lực (2.000 kW). 156 chiếc được chế tạo.
- AD-2D: Tên đặt không chính thức dành cho những chiếc AD-2 được điều khiển từ xa, được sử dụng để thu thập những vật liệu nhiễm phóng xạ trên không sau các cuộc thử nghiệm hạt nhân.
- AD-2Q: Phiên bản phản công điện tử hai chỗ ngồi của AD-2. 21 chiếc được chế tạo.
- AD-2QU: AD-2 với radar phản công điện tử và thiết bị kéo mục tiêu giả, không trang bị vũ khí và động cơ không phun nước. Chỉ có một chiếc được chế tạo.
- XAD-2: Tương tự như XBT2D-1 ngoại trừ động cơ, gia tăng trữ lượng nhiên liệu.
- AD-3: Phiên bản turbo cánh quạt được đề nghị, là tên gọi ban đầu của chiếc A2D Skyshark sau này.
- AD-3: Khung máy bay chắc hơn, cải tiến càng đáp, thiết kế nóc buồng lái mới. 125 chiếc được chế tạo.
- AD-3S: Phiên bản dùng trong chiến tranh chống tàu ngầm, chỉ có chiếc nguyên mẫu được chế tạo.
- AD-3N: Phiên bản tấn công ban đêm ba chỗ ngồi. 15 chiếc được chế tạo.
- AD-3Q: Phiên bản phản công điện tử, các thiết bị phản công điện tử được sắp xếp lại tạo sự thoải mái cho đội bay. 23 chiếc được chế tạo.
- AD-3QU: Máy bay kéo mục tiêu giả, nhưng đa số được giao như là phiên bản AD-3Q.
- AD-3W: Phiên bản cảnh báo sớm trên không. 31 chiếc được chế tạo.
- XAD-3E: Kiểu AD-3W được cải tiến dùng trong chiến tranh chống tàu ngầm với cánh quạt của Aeroproducts.
- AD-4: Kiểu có bộ càng đáp chắc chắn hơn, radar cải tiến, la bàn G-2, bốn pháo 20 mm và 14 bộ phóng rocket Aero. 372 chiếc được chế tạo.
- AD-4B: Phiên bản đặc biệt có thể mang vũ khí nguyên tử, cũng được trang bị bốn pháo 20 mm. 165 chiếc được chế tạo mới và 28 chiếc được chuyển đổi.
- AD-4L: Được trang bị để hoạt động trong mùa đông tại Triều Tiên. 63 chiếc được chuyển đổi.
- AD-4N: Phiên bản tấn công ban đêm ba chỗ ngồi. 307 chiếc được chế tạo.
- AD-4NA: Tên gọi của 100 chiếc AD-4N không có các thiết bị tấn công ban đêm, nhưng trang bị bốn pháo 20 mm để hoạt động tại Triều Tiên trong vai trò tấn công mặt đất.
- AD-4NL: Một phiên bản của AD-4N. 36 chiếc được chuyển đổi.
- AD-4Q: Phiên bản phản công điện tử hai chỗ ngồi của AD-4. 39 chiếc được chế tạo.
- AD-4W: Phiên bản cảnh báo sớm trên không ba chỗ ngồi. 168 chiếc được chế tạo.
- Skyraider AEW. Mk 1: 50 chiếc AD-4W được chuyển cho Hải quân Hoàng gia.
- A-1E (AD-5): Hai ghế lái ngồi cạnh nhau dành cho phi công và phi công phụ, không có các phanh bổ nhào. 212 chiếc được chế tạo.
- A-1G (AD-5N): Phiên bản tấn công ban đêm bốn chỗ ngồi, với radar phản công. 239 chiếc được chế tạo.
- EA-1F (AD-5Q): Phiên bản phản công điện tử bốn chỗ ngồi. 54 chiếc được chuyển đổi.
- AD-5S: Một chiếc nguyên mẫu để thử nghiệm Bộ dò từ trường bất thường (MAD), một loại thiết bị chống tàu ngầm.
- EA-1E (AD-5W): Phiên bản cảnh báo sớm trên bốn chỗ ngồi.
- A-1H (AD-6): Máy bay tấn công mặt đất một chỗ ngồi, trang bị ba phanh bổ nhào. Đế giữa thân mang được 1.600 kg (3.500 lb) vũ khí có đường kính đến 760 mm (30 in), bộ cắt bom phối hợp 360/760 mm (14/30 in) và thiết bị ném bom tầm thấp/tầm cao. 713 chiếc được chế tạo.
- A-1J (AD-7): Kiểu sản xuất hàng loạt cuối cùng, gắn động cơ R3350-26WB, những cải tiến về cấu trúc để kéo dài tuổi thọ cánh. 72 chiếc được chế tạo.
- UA-1E: Phiên bản dân dụng của kiểu AD-5.

## Các nước đã từng sử dụng

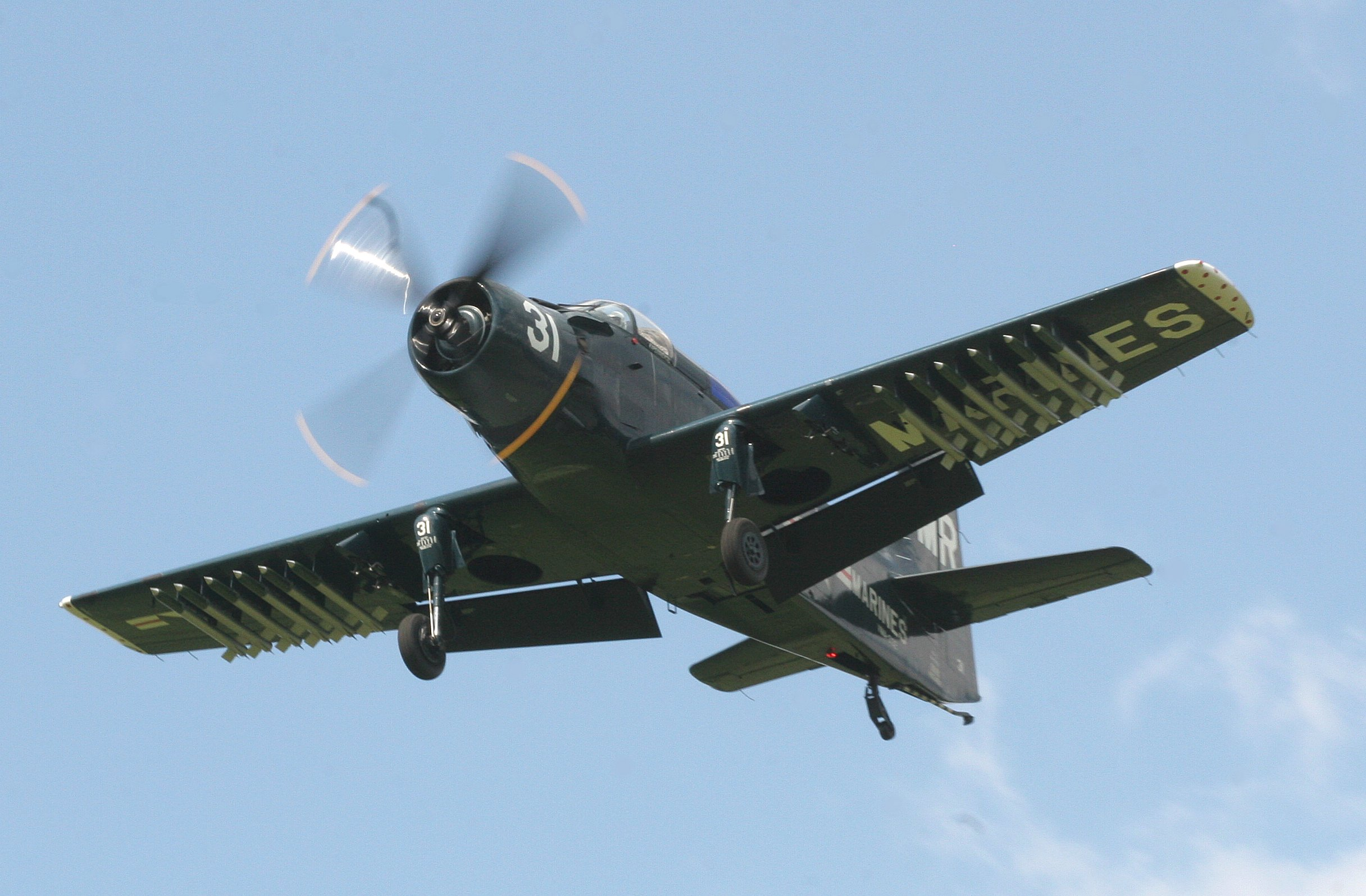
Skyraider tại thao diễn hàng không Thunder Over Michigan, năm 2006.

- Campuchia
- Trung Phi
- Tchad
- Pháp
- Gabon
- Thụy Điển
- Anh Quốc
- Hoa Kỳ
- Việt Nam Cộng Hòa

## Đặc điểm kỹ thuật (A-1H Skyraider)

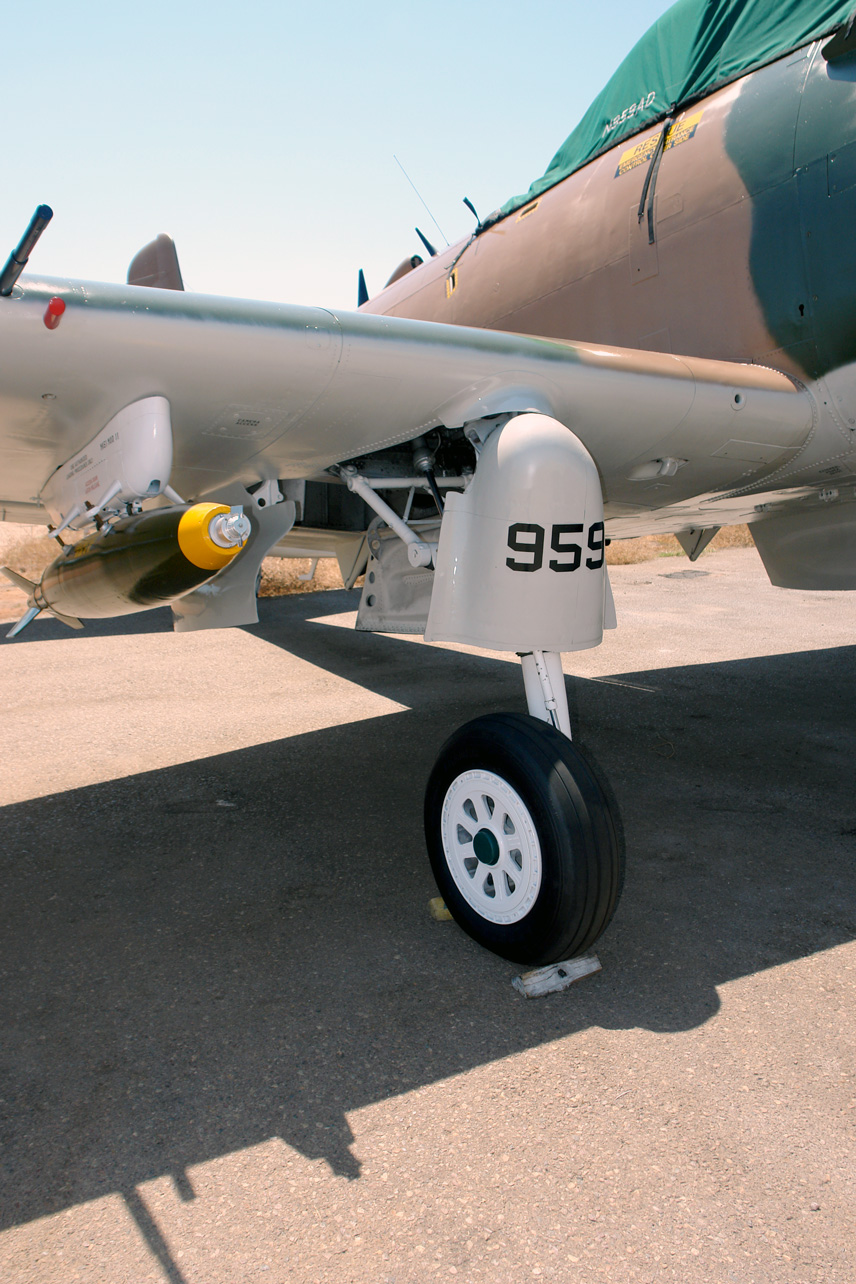
Douglas Skyraider - chi tiết càng hạ cánh.

### Đặc tính chung
- Đội bay: 01 người
- Chiều dài: 11,84 m (38 ft 10 in)
- Sải cánh: 15,25 m (50 ft 0 in)
- Chiều cao: 4,78 m (15 ft 8 in)
- Diện tích bề mặt cánh: 37,19 m² (400,31 ft²)
- Lực nâng của cánh: 220 kg/m² (45 lb/ft²)
- Trọng lượng không tải: 5.430 kg (11.970 lb)
- Trọng lượng có tải: trinh sát 6.315 kg (13.925 lb); ném bom 8.180 kg (18.030 lb)
- Trọng lượng cất cánh tối đa: 11.340 kg (25.000 lb)
- Động cơ: 1 x động cơ Wright R-3350-26WA bố trí hình tròn, công suất 2.700 mã lực (2.000 kW)

### Đặc tính bay
- Tốc độ lớn nhất: 520 km/h (280 knot, 320 mph)
- Tốc độ bay đường trường: 475 km/h (256 knot, 295 mph)
- Tầm bay tối đa: 2.115 km (1.142 nm, 1.315 mi)
- Trần bay: 8.660 m (28.500 ft)
- Tỉ lệ công suất/khối lượng: 0,25 kW/kg (0,15 hp/lb)

## Tham khảo

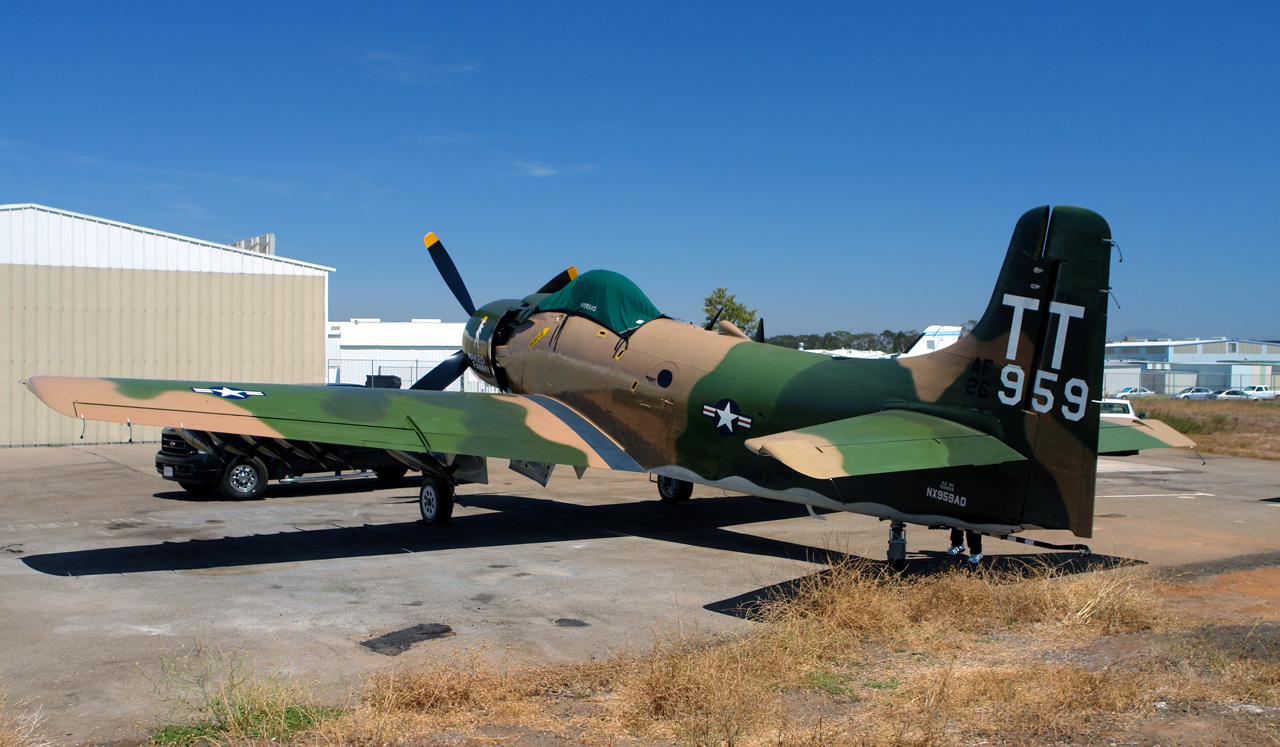
Douglas Skyraider đậu trên sân bay.

### Vũ khí
- 4 x pháo 20 mm (0,787 in)
- 3.600 kg (8.000 lb) vũ khí gắn trên 15 đế bao gồm: bom, ngư lôi, mìn, rocket, hay giá súng rời

## Nội dung liên quan

### Máy bay liên quan
- A2D Skyshark

### Máy bay tương tự
- A-4 Skyhawk
- A-37 Dragonfly
- T-28 Trojan
- A-10 Thunderbolt II
- Westland Wyvern
- Ilyushin Il-10

### Trình tự thiết kế
- Trình tự BT Hải quân (trước năm 1946):
  - BTD - BT2D - BTM
- Trình tự A Hải quân (trước năm 1962):
  - AD - A2D - A3D - A4D
- Trình tự thống nhất các binh chủng (sau năm 1962):
  - A-1 - A-2 - A-3 - A-4

### Danh sách liên quan
- Danh sách máy bay chiến đấu
- Danh sách máy bay quân sự Hoa Kỳ